# Michael Hirst
Michael Hirst est un scénariste et producteur de télévision britannique, né le 21 septembre 1952. Il est le créateur des séries Les Tudors et Vikings.

## Biographie
Hirst allait à l'origine être universitaire, mais a décidé de devenir scénariste après que Nicolas Roeg a lu l'une de ses nouvelles et demandé à Hirst d'écrire des scénarios pour lui. 
Hirst était le scénariste en chef, créateur et producteur exécutif de la série dramatique télévisée Les Tudors, diffusée de 2007 à 2010. Il raconte l'histoire du roi Henri VIII et de ses six femmes ainsi que sa cour et les dilemmes dans tout son royaume pendant son règne.
Hirst est l'un des co-auteurs du scénario du livre de James Dalessandro, 1906. L'histoire suit un jeune homme qui découvre une série de secrets et de mensonges qui ont laissé San Francisco très vulnérable aux incendies qui l'ont engloutie au lendemain du séisme de 1906, publié en 2012.
Hirst avait été choisi pour écrire l'adaptation cinématographique du livre le plus vendu de Stuart Hill: The Cry Of The Icemark avant sa mise en attente et devrait également adapter le livre de Bernard Cornwell Azincourt, qui raconte l'histoire du roi Henri V d'Angleterre et de la bataille d'Azincourt.
En 2011, il coproduit la série Camelot avec Chris Chibnall pour Starz.
Hirst a produit la série télévisée Les Borgia pour Showtime. Les Borgias raconte l'histoire de la fameuse famille Borgia. Il met en vedette Jeremy Irons dans le rôle du pape Alexandre VI, son premier rôle régulier dans la série. Le spectacle a été créé par Neil Jordan, le tournage commençant à l'été 2010 et a duré trois saisons. 
Hirst développait un long métrage sur Marie Stuart, reine d'Écosse avec Working Title Films, pour mettre en vedette Saoirse Ronan. Le film a été développé sans la participation de Hirst et sorti en 2018, écrit par Beau Willimon et réalisé par Josie Rourke.
En 2013, Hirst a créé Vikings, la première incursion de History Channel dans le drame sérialisé. Il met en vedette Gabriel Byrne, Travis Fimmel, Clive Standen, Katheryn Winnick, Jessalyn Gilsig et Gustaf Skarsgård. 
Ses filles Maude Hirst et Georgia Hirst ont fait des apparitions dans certaines de ses émissions, la première sur Les Tudors et les deux sur Vikings.

## Filmographie

### Scénariste
- 1988 : Les Imposteurs
- 1988 : Au-delà du vertige (pl)
- 1990 : Fools of Fortune
- 1991 : The Ballad of the Sad Café
- 1991 : La Tentation de Vénus
- 1994 : Qui a tué le chevalier ?
- 1998 : Elizabeth
- 2002 : Le Jeune Casanova
- 2005 : Have No Fear: The Life of Pope John Paul II
- 2007 : Elizabeth : L'Âge d'or
- 2007-2010 : Les Tudors (38 épisodes)
- 2011 : Camelot (10 épisodes)
- 2013-2020 : Vikings (48 épisodes)
- 2022 : Billy the Kid (8 épisodes)

Projet annoncé (année sujette à modification) :
- 1906

### Producteur
- 2007 : Elizabeth : L'Âge d'or
- 2007-2010 : Les Tudors (32 épisodes)
- 2011 : The Borgias (5 épisodes)
- 2011 : Camelot (10 épisodes)
- 2013-2016 : Vikings (19 épisodes)